# Alan Wake
Alan Wake és un videojoc d'acció i aventura publicat per a Xbox 360 i Microsoft Windows. Desenvolupat per Remedy Entertainment, estudi creador de la saga Max Payne, aquest joc posarà als jugadors en el paper d'Alan Wake, un conegut autor de novel·les de suspens. Després de patir un bloqueig narratiu, Alan viatja a un menut poble per a cercar inspiració. No obstant això, la seua dona desapareix en misterioses circumstàncies.
Ambientat en l'idíl·lic poble de Bright Falls, Washington, Alan Wake està dividit en missions amb una història de suspens i misteris, en la qual el personatge anirà descobrint secrets en cadascun dels seus passos.

## Característiques del Joc
- La llum és l'arma més poderosa. A mesura que Alan s'endinsa en els misteris de Bright Falls, les ombres comencen a envoltar-lo. Quan la foscor s'envolta sobre ell, la llum es convertirà en l'únic aliat per a sobreviure fins que arribi la llum del dia. Això suposa un problema per a Alan Wake, ja que els seus enemics semblen molt més poderosos en la foscor i només la llum pot aturar-los. Els jugadors haurien de combinar curosament l'ús de la llum i les armes convencionals per poder defensar-se.

- Un escenari realista i interactiu. Ambientat en la ciutat de Bright Falls, els detallats escenaris de la Costa del Pacífic tenen un paper molt important. Fins i tot el canvi de la llum i del clima tenen un efecte molt important en els personatges i enemics d'Alan Wake. El motor del joc permet detallar de bon tros realisme les localitzacions.

- Narració per episodis. L'estructura d'Alan Wake està basada en missions i té una narrativa episòdica similar a sèries de televisió com Perduts, Twin Peaks o Expedient X. Amb el transcurs dels episodis, el mode de joc anirà incorporant nous elements i personatges, augmentant l'emoció.

- En el joc pots trobar picades d'ullet a altres sèries de televisió tals com: Perduts amb una referència al fum negre, a més, Nights Springs fa referència a The Twilight Zone.